# Гилгит (округ)
Гилгит (англ. Gilgit District) — один из 7 округов пакистанской территории Гилгит-Балтистан.

## Географическое положение
Округ граничит с Ваханским коридором на севере, Синьцзян-Уйгурским автономным районом на северо-востоке, округом Скарду на юге и юго-востоке. Столица округа — Гилгит.

## Достопримечательности
На территории округа расположены три национальных парка — К2, Ханжераб и Центральный Каракорум.

## Населённые пункты
- Даньор
- Джелалабад